# Masahiko Inoha
Masahiko Inoha (n. 28 august 1985) este un fotbalist japonez.

## Statistici
| Japonia | Japonia | Japonia |
| An      | Meciuri | Goluri  |
| ------- | ------- | ------- |
| 2011    | 9       | 1       |
| 2012    | 7       | 0       |
| 2013    | 4       | 0       |
| 2014    | 1       | 0       |
| Total   | 21      | 1       |